# Daniel Brochu
Daniel C. Brochu (* 28. Februar 1970 in Montreal, Quebec) ist ein kanadischer Schauspieler und Synchronsprecher.

## Leben und Karriere
Brochu wuchs im frankokanadischen Montréal auf und wurde von einem alleinerziehenden Elternteil aufgezogen. Um seine Ausbildung zu finanzieren trug er zeitweise Post aus.
Er begann seine Karriere im Jahr 1976 im Alter von sechs Jahren mit einer Sprechrolle in der Zeichentrickserie Huckleberry Finn. Im Jahr 1990, im Alter von 20 Jahren, übernahm er seine nächste Sprechrolle; dieses Mal in der Zeichentrickserie Die Flugbärchen kommen!. In den 1990er Jahren folgten weitere Sprechrollen in Fernsehserien und Filmen, aber auch erste Nebenrollen vor der Kamera und auf der Bühne. So hatte er 1999 einen Gastauftritt in Der Knochenjäger an der Seite von Denzel Washington. Seit Ende der 2000er Jahre folgten auch zunehmend wiederkehrende Rollen vor der Kamera in Fernsehserien und im Film, beispielsweise in Mr. Nobody und Die Berufung – Ihr Kampf für Gerechtigkeit. In dem auf dem Zurich Film Festival ausgezeichneten Film Der Wolf und der Löwe aus dem Jahr 2021 spielte er Mr. Mitchell.
Bekannt wurde Brochu vor allem als die Stimme von Boris (engl. Buster Baxter) in der Zeichentrickserie Erdferkel Arthur und seine Freunde sowie deren Spin-Off Postkarten von Buster, die er in der englischsprachigen Originalversion von 1996 bis zur Einstellung der Serie im Jahr 2022 sprach. Jahre bevor er die Rolle in der Fernsehserie übernahm und noch bevor der gleichnamige Zeichentrickfilm produziert wurde, sang Brochu das Titellied (Arthur’s Adventures) für die Hörbuchserie ein; das Titellied für den Zeichentrickfilm, Believe in Yourself, wurde später von Ziggy Marley gesungen. Zudem sprach er Danny Pickett in den letzten Staffeln von Typisch Andy! und Quasimodo in Quasimodo – Der kleine Bucklige und seine großen Abenteuer. Neben Figuren in Zeichentrickfilmen und -serien leiht er seine Stimme auch Charakteren in Computerspielen wie Assassin’s Creed III und Outlast.
Im April 2002 spielte Brochu eine der Hauptrollen in dem Bühnenstück Matthew and Stephen am Off-Broadway im New Victory Theatre in New York City. Es folgten zahlreiche weitere Auftritte in verschiedenen Aufführungen, viele davon auf Bühnen in Montréal, beispielsweise 2013 eine prämierten Nebenrolle in Othello, 2015 in Tribes, 2018 in Art und 2021 in einer der Hauptrollen in Every Brilliant Thing.
Am 2. Juli 2005 heiratete er die Schauspielerin Sara Bradeen; das Paar hat zwei Kinder.
Im deutschen Sprachraum wird Brochu unter anderem von Hans-Jürgen Dittberner, Michael Deffert, Max Felder, Sven Gerhardt, Wanja Gerick, Axel Malzacher, Nico Mamone, Hannes Maurer, Tobias Nath, Timm Neu, Oliver Neuss und Thomas Schmuckert synchronisiert.

## Auszeichnungen und Nominierungen
Im Jahr 2015 wurde Brochu für den BTVA Television Voice Acting Award (Behind the Voice Actor Awards) in der Kategorie „Best Male Vocal Performance in a Television Series – Children’s/Educational“ (dt. Beste männliche Gesangsleistung in einer Fernsehserie – Kinder/Erziehung) für die Verkörperung von Boris in der Zeichentrickserie Erdferkel Arthur und seine Freunde nominiert. Außerdem erhielt er zusammen mit dem Ensemble der Zeichentrickserie drei Daytime Emmy Awards.
Bei der META-Verleihung im Jahr 2013 wurde er in der Kategorie „Best Supporting Actor“ für seine Darstellung in Othello ausgezeichnet.

## Filmografie (Auswahl)

### Film
- 1992: The Legend of the North Wind
- 1993: The Return of the North Wind
- 1995: Rainbow – Die phantastische Reise auf dem Regenbogen (Rainbow)
- 1996: The Drive
- 1997: Sesame Street: Fiesta! (Video)
- 1997: Boxer Kid (The Kid)
- 1998: Masken des Verrats (Provocateur)
- 1998: Der Killer wohnt zur Untermiete (Sublet)
- 1999: Der Knochenjäger
- 2000: Arthur’s Perfect Christmas (Fernsehfilm)
- 2001: The Sign of Four (Fernsehfilm)
- 2001: Pain Relief (Kurzfilm)
- 2001: Sherlock Holmes: Skandal in Böhmen (The Royal Scandal; Fernsehfilm des Hallmark Channel)
- 2001: Dead Awake – Der Tod schläft (Dead Awake; auch: Dead of the Night)
- 2002: Redeemer (Fernsehfilm)
- 2002: Das Buch Eva – Ticket ins Paradies
- 2002: Arthur: It’s Only Rock ’n’ Roll (Video)
- 2003: The Favourite Game
- 2003: See Jane Date (Fernsehfilm)
- 2004: See This Movie
- 2004: Arthur’s Halloween (Video)
- 2006: Arthur’s Missing Pal (Video)
- 2008: Tripping the Rift – The Movie (Video; Sprechrolle)
- 2009: Out of Control (Fernsehfilm)
- 2009: Der gestiefelte Kater – Die wahre Geschichte (La véritable histoire du Chat Botté)
- 2009: Mr. Nobody
- 2009: Ring of Deceit (Fernsehfilm)
- 2010: Winx Club – Das Magische Abenteuer (Winx Club 3D: Magic Adventure)
- 2010: Star Dust
- 2010: You Don’'t Like the Truth: 4 Days Inside Guantanamo (Sprechrolle)
- 2012: Therapie in den Tod (Do No Harm; Fernsehfilm)
- 2012: Edmond, der Esel (Edmond était un âne; Kurzfilm)
- 2013: Exploding Sun – Wenn die Sonne explodiert (Exploding Sun; Fernsehfilm)
- 2013: The Fantastic Bus (Kurzfilm)
- 2014: Beauty (Kurzfilm)
- 2015: Goldfish (Kurzfilm)
- 2017: Sahara
- 2017: Arthur and the Haunted Tree House (Fernsehfilm)
- 2018: Sleeper (Fernsehfilm)
- 2018: Die Berufung – Ihr Kampf für Gerechtigkeit
- 2018: Appiness
- 2019: Spookley and the Christmas Kittens (Kurzfilm)
- 2020: As Gouda as it Gets (Fernsehfilm)
- 2021: Felix und der versteckte Schatz (Félix et le trésor de Morgäa)[10]
- 2021: Der Wolf und der Löwe (Le Loup et le lion)
- 2022: The Arthur Podcast (Podcast)
- 2023: To Catch a Killer (Misanthrope)
- 2024: PH-1 (Vorproduktion)
- 2024: Christmas Bells (Fernsehfilm; Vorproduktion)

### Fernsehen
- 1976: Huckleberry Finn
- 1990: Die Flugbärchen kommen! (The Little Flying Bears)
- 1992: Buschbabies – Im Land der wilden Tiere (The Bush Baby)
- 1992: Gullivers Reisen (Saban’s Gulliver’s Travels)
- 1995: Lady Cops (Sirens)
- 1995: Grusel, Grauen, Gänsehaut
- 1996: Quasimodo – Der kleine Bucklige und seine großen Abenteuer
- 1996–1998: Arsène Lupin, der Meisterdieb (Night Hood; Les exploits d'Arsène Lupin)
- 1996–2022: Erdferkel Arthur und seine Freunde
- 1997–2000: Begierde – The Hunger
- 1998: Landmaus und Stadtmaus auf Reisen
- 1998–2003: Caillou
- 1999: Riesenärger mit Ralf (Rotten Ralph)
- 1999: MambelBambel (Mumble Bumble)
- 2001: Spaced Out (Allô la Terre, ici les Martin)
- 2001–2005: X-DuckX – Extrem abgefahren
- 2002: Sacred Ground
- 2002: Sagwa, the Chinese Siamese Cat
- 2003: Kid Paddle
- 2003–2007: Typisch Andy!
- 2004: Naked Josh
- 2004–2005: The Tofus
- 2004–2012: Postkarten von Buster (Postcards from Buster)
- 2004–2012: Winx Club
- 2005–2008: Monster Allergy
- 2005–2010: Franny’s Wunderschuhe (Franny’s Feet)
- 2005–2014: Yakari
- 2007: Les Enfants d’Okura (auch: Anatane: The Children of Okura; Synchronsprecher)
- 2007: Tripping the Rift
- 2007–2013: Sam Sam
- 2008: Fred’s Head
- 2010: My Life Me – Mein Leben und ich
- 2010: Blue Mountain State
- 2011: Supernatural: The Animation
- 2012: Being Human
- 2014: 19-2
- 2014: 14 – Tagebücher des Ersten Weltkriegs
- 2014: Hot Mom
- 2014: Mohawk Girls
- 2015: H2O – Abenteuer Meerjungfrau
- 2020: Tom Sawyer
- 2020–2022: Alice in Borderland
- 2022: Ghosts

### Videospiel
- 2002: Evolution Worlds
- 2007: Teenage Mutant Ninja Turtles
- 2013: Assassin’s Creed III
- 2013: Outlast
- 2014: Thief
- 2014: Outlast: Whistleblower
- 2014: Watch Dogs
- 2019: Afterlife VR
- 2023: The Outlast Trials (Sprechrolle)

## Theater (Auswahl)
- 1992: Balconville (Centaur)
- 2002: Matthew and Stephen (New Victory Theatre, New York)[11]
- Little Prince (Geordie)
- Alice and the World we Live In (Centaur)
- Last Night at the Gayety (Centaur)
- Stones In His Pockets (Theatre Lac Brome)[6]
- Guys and Dolls (Segal Centre)[7]
- Scientific Americans (Segal Centre)[7]
- Haunted Hillbilly (SideMart Theatrical Grocery)[6][7]
- 2011: Stones In His Pockets (Centaur)[6]
- 2013: Othello (Segal Centre)[7]
- 2015: Tribes (Segal Centre, Montreal)[12]
- 2018: Art (Hudson Village Theatre)[13]
- 2021: Every Brilliant Thing (Segal Centre)[7]